# Freestyle-Skiing-Weltcup 2013/14
Die Saison 2013/14 des von der FIS veranstalteten Freestyle-Skiing-Weltcups begann am 17. August 2013 in Cardrona (Neuseeland) und endete am 23. März 2014 in La Plagne (Frankreich). Ausgetragen wurden Wettbewerbe in den Disziplinen Aerials (Springen), Moguls (Buckelpiste), Dual Moguls (Parallel-Buckelpiste), Skicross und Halfpipe. Höhepunkt der Saison waren die Olympischen Winterspiele 2014 in Sotschi (Russland), deren Ergebnisse jedoch nicht für den Weltcup zählten.

## Männer

### Weltcupwertungen
| Rang | Name                  | Punkte |
| ---- | --------------------- | ------ |
| 01   | Mikaël Kingsbury      | 81     |
| 02   | Alexandre Bilodeau    | 80     |
| 03   | Jesper Tjäder         | 65     |
| 04   | Liu Zhongqing         | 62     |
| 05   | Qi Guangpu            | 54     |
| 06   | Anton Kuschnir        | 49     |
| 07   | Nick Goepper          | 45     |
| 08   | Victor Öhling Norberg | 45     |
| 09   | Andreas Matt          | 44     |
| 10   | Justin Dorey          | 42     |

| Rang | Name              | Punkte |
| ---- | ----------------- | ------ |
| 01   | Liu Zhongqing     | 308    |
| 02   | Qi Guangpu        | 268    |
| 03   | Anton Kuschnir    | 243    |
| 04   | Aljaksej Hryschyn | 200    |
| 05   | Travis Gerrits    | 197    |
| 06   | David Morris      | 190    |
| 07   | Wu Chao           | 179    |
| 08   | Pawel Krotow      | 152    |
| 09   | Jia Zongyang      | 150    |
| 10   | Dylan Ferguson    | 137    |

| Rang | Name                   | Punkte |
| ---- | ---------------------- | ------ |
| 01   | Mikaël Kingsbury       | 890    |
| 02   | Alexandre Bilodeau     | 879    |
| 03   | Patrick Deneen         | 443    |
| 04   | Bradley Wilson         | 429    |
| 05   | Alexander Smyschljajew | 419    |
| 06   | Marc-Antoine Gagnon    | 368    |
| 07   | Shō Endō               | 311    |
| 08   | Philippe Marquis       | 278    |
| 09   | Simon Pouliot-Cavanagh | 245    |
| 10   | Anthony Benna          | 227    |

| Rang | Name                  | Punkte |
| ---- | --------------------- | ------ |
| 01   | Victor Öhling Norberg | 494    |
| 02   | Andreas Matt          | 482    |
| 03   | Daniel Bohnacker      | 399    |
| 04   | Jean-Frédéric Chapuis | 381    |
| 05   | Armin Niederer        | 376    |
| 06   | David Duncan          | 361    |
| 07   | Alex Fiva             | 358    |
| 08   | Brady Leman           | 355    |
| 09   | Thomas Zangerl        | 277    |
| 10   | Christoph Wahrstötter | 257    |

| Rang | Name                   | Punkte |
| ---- | ---------------------- | ------ |
| 01   | Justin Dorey           | 212    |
| 02   | Aaron Blunck           | 180    |
| 03   | Mike Riddle            | 145    |
| 04   | Kévin Rolland          | 140    |
| 05   | Antti-Jussi Kemppainen | 129    |
| 06   | Noah Bowman            | 125    |
| 07   | Alex Ferreira          | 117    |
| 08   | Yannic Lerjen          | 116    |
| 09   | David Wise             | 107    |
| 10   | Matt Margetts          | 097    |

| Rang | Name            | Punkte |
| ---- | --------------- | ------ |
| 01   | Jesper Tjäder   | 325    |
| 02   | Nick Goepper    | 225    |
| 03   | Bobby Brown     | 145    |
| 04   | Josiah Wells    | 122    |
| 05   | Russell Henshaw | 120    |
| 06   | McRae Williams  | 105    |
| 07   | James Woods     | 104    |
| 08   | Gus Kenworthy   | 104    |
| 09   | Oscar Wester    | 103    |
| 10   | Jonas Hunziker  | 101    |

### Podestplätze

#### Aerials
| Datum      | Ort              | 1. Platz       | 2. Platz       | 3. Platz          |
| ---------- | ---------------- | -------------- | -------------- | ----------------- |
| 15.12.2013 | Jilin Beida Lake | Liu Zhongqing  | Anton Kuschnir | Jia Zongyang      |
| 22.12.2013 | Peking           | Travis Gerrits | Wu Chao        | Jia Zongyang      |
| 10.01.2014 | Deer Valley      | Anton Kuschnir | Qi Guangpu     | Aljaksej Hryschyn |
| 14.01.2014 | Val Saint-Côme   | Liu Zhongqing  | Mac Bohonnon   | David Morris      |
| 18.01.2014 | Lake Placid      | Qi Guangpu     | Liu Zhongqing  | Aljaksej Hryschyn |

#### Moguls
| Datum      | Ort            | Disziplin   | 1. Platz               | 2. Platz            | 3. Platz               |
| ---------- | -------------- | ----------- | ---------------------- | ------------------- | ---------------------- |
| 14.12.2013 | Ruka           | Moguls      | Mikaël Kingsbury       | Alexandre Bilodeau  | Shō Endō               |
| 04.01.2014 | Calgary        | Moguls      | Mikaël Kingsbury       | Alexandre Bilodeau  | Patrick Deneen         |
| 09.01.2014 | Deer Valley    | Moguls      | Mikaël Kingsbury       | Alexandre Bilodeau  | Marc-Antoine Gagnon    |
| 11.01.2014 | Deer Valley    | Moguls      | Alexandre Bilodeau     | Mikaël Kingsbury    | Alexander Smyschljajew |
| 15.01.2014 | Lake Placid    | Moguls      | Alexandre Bilodeau     | Patrick Deneen      | Bradley Wilson         |
| 19.01.2014 | Val Saint-Côme | Moguls      | Alexandre Bilodeau     | Mikaël Kingsbury    | Bradley Wilson         |
| 01.03.2014 | Inawashiro     | Moguls      | Bradley Wilson         | Marc-Antoine Gagnon | Mikaël Kingsbury       |
| 02.03.2014 | Inawashiro     | Dual Moguls | Mikaël Kingsbury       | Shō Endō            | Pascal-Olivier Gagné   |
| 15.03.2014 | Voss-Myrdalen  | Moguls      | Alexander Smyschljajew | Alexandre Bilodeau  | Patrick Deneen         |
| 16.03.2014 | Voss-Myrdalen  | Dual Moguls | Mikaël Kingsbury       | Alexandre Bilodeau  | Bradley Wilson         |
| 21.03.2014 | La Plagne      | Dual Moguls | Alexandre Bilodeau     | Mikaël Kingsbury    | Benjamin Cavet         |

#### Skicross
| Datum      | Ort         | 1. Platz                               | 2. Platz                               | 3. Platz                               |
| ---------- | ----------- | -------------------------------------- | -------------------------------------- | -------------------------------------- |
| 06.12.2013 | Nakiska     | Wegen zu tiefer Temperaturen abgesagt. | Wegen zu tiefer Temperaturen abgesagt. | Wegen zu tiefer Temperaturen abgesagt. |
| 07.12.2013 | Nakiska     | Jonas Devouassoux                      | Armin Niederer                         | Brady Leman                            |
| 15.12.2013 | Val Thorens | Andreas Matt                           | Victor Öhling Norberg                  | Jean-Frédéric Chapuis                  |
| 21.12.2013 | Innichen    | David Duncan                           | Alex Fiva                              | Brady Leman                            |
| 22.12.2013 | Innichen    | David Duncan                           | Andreas Matt                           | Daniel Bohnacker                       |
| 16.01.2014 | Val Thorens | Christopher Del Bosco                  | Daniel Bohnacker                       | Victor Öhling Norberg                  |
| 17.01.2014 | Val Thorens | John Teller                            | Victor Öhling Norberg                  | David Duncan                           |
| 25.01.2014 | Kreischberg | Alex Fiva                              | Johannes Rohrweck                      | Mike Schmid                            |
| 07.03.2014 | Arosa       | Alex Fiva                              | Tomáš Kraus                            | Didrik Bastian Juell                   |
| 15.03.2014 | Åre         | Victor Öhling Norberg                  | Jonathan Midol                         | Armin Niederer                         |
| 16.03.2014 | Åre         | Thomas Zangerl                         | Andreas Matt                           | Armin Niederer                         |
| 23.03.2014 | La Plagne   | Jean-Frédéric Chapuis                  | Christoph Wahrstötter                  | Brady Leman                            |

#### Halfpipe
| Datum      | Ort             | 1. Platz               | 2. Platz      | 3. Platz      |
| ---------- | --------------- | ---------------------- | ------------- | ------------- |
| 17.08.2013 | Cardrona        | Antti-Jussi Kemppainen | Aaron Blunck  | Taylor Seaton |
| 20.12.2013 | Copper Mountain | Aaron Blunck           | Kévin Rolland | Gus Kenworthy |
| 03.01.2014 | Calgary         | Justin Dorey           | Noah Bowman   | Matt Margetts |
| 12.01.2014 | Breckenridge    | David Wise             | Mike Riddle   | Kévin Rolland |

#### Slopestyle
| Datum      | Ort             | 1. Platz        | 2. Platz      | 3. Platz           |
| ---------- | --------------- | --------------- | ------------- | ------------------ |
| 25.08.2013 | Cardrona        | Nick Goepper    | James Woods   | Russell Henshaw    |
| 21.12.2013 | Copper Mountain | Andreas Håtveit | Nick Goepper  | Russell Henshaw    |
| 10.01.2014 | Breckenridge    | Bobby Brown     | Jesper Tjäder | Kai Mahler         |
| 18.01.2014 | Gstaad          | Josiah Wells    | Jesper Tjäder | Fabian Bösch       |
| 22.03.2014 | Silvaplana      | Jesper Tjäder   | Noah Wallace  | Christian Nummedal |

## Frauen

### Weltcupwertungen
| Rang | Name                    | Punkte |
| ---- | ----------------------- | ------ |
| 01   | Hannah Kearney          | 77     |
| 02   | Li Nina                 | 71     |
| 03   | Justine Dufour-Lapointe | 70     |
| 04   | Marielle Thompson       | 69     |
| 05   | Fanny Smith             | 66     |
| 06   | Zhang Xin               | 63     |
| 07   | Devin Logan             | 63     |
| 08   | Lisa Zimmermann         | 61     |
| 09   | Ophélie David           | 52     |
| 10   | Xu Mengtao              | 49     |

| Rang | Name            | Punkte |
| ---- | --------------- | ------ |
| 01   | Li Nina         | 356    |
| 02   | Zhang Xin       | 316    |
| 03   | Xu Mengtao      | 246    |
| 04   | Lydia Lassila   | 210    |
| 05   | Cheng Shuang    | 207    |
| 06   | Danielle Scott  | 184    |
| 07   | Emily Cook      | 173    |
| 08   | Ashley Caldwell | 149    |
| 09   | Laura Peel      | 143    |
| 10   | Kong Fanyu      | 142    |

| Rang | Name                    | Punkte |
| ---- | ----------------------- | ------ |
| 01   | Hannah Kearney          | 850    |
| 02   | Justine Dufour-Lapointe | 774    |
| 03   | Chloé Dufour-Lapointe   | 521    |
| 04   | Maxime Dufour-Lapointe  | 459    |
| 05   | Heather McPhie          | 420    |
| 06   | Eliza Outtrim           | 347    |
| 07   | Andi Naude              | 282    |
| 08   | Sophia Schwartz         | 267    |
| 09   | Junko Hoshino           | 253    |
| 10   | Deborah Scanzio         | 229    |

| Rang | Name                     | Punkte |
| ---- | ------------------------ | ------ |
| 01   | Marielle Thompson        | 755    |
| 02   | Fanny Smith              | 730    |
| 03   | Ophélie David            | 572    |
| 04   | Katrin Müller            | 408    |
| 05   | Sandra Näslund           | 374    |
| 06   | Georgia Simmerling       | 364    |
| 07   | Marte Høie Gjefsen       | 354    |
| 08   | Marielle Berger Sabbatel | 321    |
| 09   | Sanna Lüdi               | 303    |
| 10   | Heidi Zacher             | 284    |

| Rang | Name             | Punkte |
| ---- | ---------------- | ------ |
| 01   | Devin Logan      | 186    |
| 02   | Maddie Bowman    | 180    |
| 03   | Amy Sheehan      | 170    |
| 04   | Mirjam Jäger     | 153    |
| 05   | Angeli Vanlaanen | 152    |
| 06   | Brita Sigourney  | 150    |
| 07   | Rowan Cheshire   | 140    |
|      | Ayana Onozuka    | 140    |
| 09   | Annalisa Drew    | 135    |
| 10   | Katrien Aerts    | 110    |

| Rang | Name             | Punkte |
| ---- | ---------------- | ------ |
| 01   | Lisa Zimmermann  | 305    |
| 02   | Emma Dahlström   | 196    |
| 03   | Dara Howell      | 180    |
| 04   | Silvia Bertagna  | 151    |
| 05   | Zuzana Stromková | 140    |
| 06   | Keri Herman      | 136    |
| 07   | Camillia Berra   | 131    |
| 08   | Devin Logan      | 127    |
| 09   | Darian Stevens   | 104    |
| 10   | Dominique Ohaco  | 103    |

### Podestplätze

#### Aerials
| Datum      | Ort              | 1. Platz      | 2. Platz        | 3. Platz   |
| ---------- | ---------------- | ------------- | --------------- | ---------- |
| 15.12.2013 | Jilin Beida Lake | Li Nina       | Ashley Caldwell | Xu Sicun   |
| 21.12.2013 | Peking           | Zhang Xin     | Lydia Lassila   | Xu Mengtao |
| 10.01.2014 | Deer Valley      | Cheng Shuang  | Zhang Xin       | Xu Mengtao |
| 14.01.2014 | Val Saint-Côme   | Lydia Lassila | Li Nina         | Zhang Xin  |
| 18.01.2014 | Lake Placid      | Li Nina       | Danielle Scott  | Zhang Xin  |

#### Moguls
| Datum      | Ort            | Disziplin   | 1. Platz                | 2. Platz                | 3. Platz                |
| ---------- | -------------- | ----------- | ----------------------- | ----------------------- | ----------------------- |
| 14.12.2013 | Ruka           | Moguls      | Hannah Kearney          | Justine Dufour-Lapointe | Aiko Uemura             |
| 04.01.2014 | Calgary        | Moguls      | Justine Dufour-Lapointe | Hannah Kearney          | Chloé Dufour-Lapointe   |
| 09.01.2014 | Deer Valley    | Moguls      | Hannah Kearney          | Chloé Dufour-Lapointe   | Justine Dufour-Lapointe |
| 11.01.2014 | Deer Valley    | Moguls      | Hannah Kearney          | Julija Galyschewa       | Maxime Dufour-Lapointe  |
| 15.01.2014 | Lake Placid    | Moguls      | Justine Dufour-Lapointe | Heidi Kloser            | Hannah Kearney          |
| 19.01.2014 | Val Saint-Côme | Moguls      | Chloé Dufour-Lapointe   | Justine Dufour-Lapointe | Junko Hoshino           |
| 01.03.2014 | Inawashiro     | Moguls      | Justine Dufour-Lapointe | Heather McPhie          | Maxime Dufour-Lapointe  |
| 02.03.2014 | Inawashiro     | Dual Moguls | Hannah Kearney          | Jelena Muratowa         | Junko Hoshino           |
| 15.03.2014 | Voss-Myrdalen  | Moguls      | Justine Dufour-Lapointe | Chloé Dufour-Lapointe   | Hannah Kearney          |
| 16.03.2014 | Voss-Myrdalen  | Dual Moguls | Hannah Kearney          | Justine Dufour-Lapointe | Chloé Dufour-Lapointe   |
| 21.03.2014 | La Plagne      | Dual Moguls | Hannah Kearney          | Chloé Dufour-Lapointe   | Maxime Dufour-Lapointe  |

#### Skicross
| Datum      | Ort         | 1. Platz                               | 2. Platz                               | 3. Platz                               |
| ---------- | ----------- | -------------------------------------- | -------------------------------------- | -------------------------------------- |
| 06.12.2013 | Nakiska     | Wegen zu tiefer Temperaturen abgesagt. | Wegen zu tiefer Temperaturen abgesagt. | Wegen zu tiefer Temperaturen abgesagt. |
| 07.12.2013 | Nakiska     | Marielle Thompson                      | Fanny Smith                            | Ophélie David                          |
| 15.12.2013 | Val Thorens | Katrin Müller                          | Sanna Lüdi                             | Ophélie David                          |
| 21.12.2013 | Innichen    | Fanny Smith                            | Kelsey Serwa                           | Anna Holmlund                          |
| 22.12.2013 | Innichen    | Katrin Müller                          | Marielle Thompson                      | Heidi Zacher                           |
| 16.01.2014 | Val Thorens | Sanna Lüdi                             | Sandra Näslund                         | Katrin Ofner                           |
| 17.01.2014 | Val Thorens | Marielle Thompson                      | Katrin Müller                          | Ophélie David                          |
| 25.01.2014 | Kreischberg | Ophélie David                          | Fanny Smith                            | Marielle Thompson                      |
| 07.03.2014 | Arosa       | Marte Høie Gjefsen                     | Fanny Smith                            | Ophélie David                          |
| 15.03.2014 | Åre         | Fanny Smith                            | Marielle Thompson                      | Sandra Näslund                         |
| 16.03.2014 | Åre         | Fanny Smith                            | Ophélie David                          | Georgia Simmerling                     |
| 23.03.2014 | La Plagne   | Marielle Thompson                      | Fanny Smith                            | Georgia Simmerling                     |

#### Halfpipe
| Datum      | Ort             | 1. Platz        | 2. Platz         | 3. Platz       |
| ---------- | --------------- | --------------- | ---------------- | -------------- |
| 17.08.2013 | Cardrona        | Devin Logan     | Angeli Vanlaanen | Mirjam Jäger   |
| 20.12.2013 | Copper Mountain | Brita Sigourney | Maddie Bowman    | Marie Martinod |
| 03.01.2014 | Calgary         | Rowan Cheshire  | Virginie Faivre  | Amy Sheehan    |
| 12.01.2014 | Breckenridge    | Maddie Bowman   | Ayana Onozuka    | Amy Sheehan    |

#### Slopestyle
| Datum      | Ort             | 1. Platz                   | 2. Platz          | 3. Platz        |
| ---------- | --------------- | -------------------------- | ----------------- | --------------- |
| 25.08.2013 | Cardrona        | Tiril Sjåstad Christiansen | Dara Howell       | Lisa Zimmermann |
| 21.12.2013 | Copper Mountain | Dara Howell                | Darian Stevens    | Grete Eliassen  |
| 10.01.2014 | Breckenridge    | Keri Herman                | Emma Dahlström    | Devin Logan     |
| 18.01.2014 | Gstaad          | Lisa Zimmermann            | Katie Summerhayes | Silvia Bertagna |
| 22.03.2014 | Silvaplana      | Lisa Zimmermann            | Emma Dahlström    | Camillia Berra  |

## Nationencup
| Rang | Land                | Punkte |
| ---- | ------------------- | ------ |
| 01   | Vereinigte Staaten  | 1319   |
| 02   | Kanada              | 1113   |
| 03   | Schweiz             | 0677   |
| 04   | Volksrepublik China | 0491   |
| 05   | Frankreich          | 0395   |
| 06   | Australien          | 0349   |
| 07   | Schweden            | 0300   |
| 08   | Russland            | 0258   |
| 09   | Österreich          | 0246   |
| 10   | Japan               | 0243   |

| Rang | Land                | Punkte |
| ---- | ------------------- | ------ |
| 01   | Vereinigte Staaten  | 645    |
| 02   | Kanada              | 621    |
| 03   | Schweiz             | 371    |
| 04   | Frankreich          | 239    |
| 05   | Volksrepublik China | 200    |
| 06   | Schweden            | 175    |
| 07   | Österreich          | 153    |
| 08   | Norwegen            | 149    |
| 09   | Belarus             | 146    |
| 10   | Russland            | 126    |

| Rang | Land                | Punkte |
| ---- | ------------------- | ------ |
| 01   | Vereinigte Staaten  | 674    |
| 02   | Kanada              | 492    |
| 03   | Schweiz             | 306    |
| 04   | Volksrepublik China | 291    |
| 05   | Australien          | 251    |
| 06   | Frankreich          | 156    |
| 07   | Japan               | 149    |
| 08   | Russland            | 132    |
| 09   | Deutschland         | 130    |
| 10   | Schweden            | 125    |